# سهير شقير
سهير شقير (1967 -)، مغنية سورية صاحبة لصوت أوبرالي حاد جدا. بدأت مشوارها الفني برفقة شقيقها الفنان سميح شقير الذي أسند إليها العديد من الاغنيات والتي لاقت الشهرة الواسعة على مدار الأعوام السابقة.

## نشأتها
بدات مشوارها الفني برفقة شقيقها الفنان سميح شقير الذي أسند إليها العديد من الاغنيات والتي لاقت الشهرة الواسعة على مدار الأعوام السابقة
و تميزت بصوتها المعبر والقوي مع شفافية الاداء ووضعها الكثير من النقاد والموسيقيين بين أجمل الأصوات العربية.

## سهير شقير تجربة غنائية نادرة
يصعب علي أغلب من له علاقة من بعيد أو قريب، عندما يسمع صوت الفنانة السورية سهير شقير الا يتساءل - بغصة - عن سر تغيبه أو ندرة حضوره فيما يسمي الساحة الفنية، في الوقت الذي تلعلع فيه السماء والأرض بما هب ودب من الأصوات.
فالمختصون يشيدون بقدرتها علي التحكم في العرب الصوتية وبمساحات صوتها الواسعة وجودته وهو يتنقل من أقصي القرار الي جواب الجواب بشكل حقيقي وغير مستعار، وبحساسية عالية، أما غير المختصين فانهم يصفون صوتها بصفات تتراوح بانه صوت نادر، ساحر وشذي يجعل المتلقي يتفقد نفسه واتجاهات بوصلة قلبه بعد كل دفقة شجن تلفه بها هذه المغنية التي تواطأ علي صوتها الجميع. ابتداء من المقربين الذين لم يحسنوا استثماره، ومرورا بأهل الفن الكبار، المتأسفين دائما علي عدم وجود خامات صوتية حقيقية وثرية، والمنشغلين بالوقت ذاته بتسويق وتسويغ هذا الكم الهابط علي الجمهور من مؤسسات باتت منظمة، هدفها تخريب البقية الباقية من الذائقة.
في تواطؤ يقترب من حد الجريمة بحق هذا الصوت وأمثاله، وليس انتهاء بها، تجاهد سهير شقير لتبقي أقرب لطبيعتها الاولي وتقدم نفسها بتواضع زائد يحيل فورا أن أمثال هؤلاء من يملكون فضيلة التواضع لن يجدوا مساحة وسط انتفاخات الغرور والمواصفات غير الفنية التي تصنع ما يسمي نجوم المرحلة.
سهير شقير متصالحة مع هذا الإنكار، مستسلمة لخذلان فاق طاقتها علي الامل بعد سلسلة من المشاريع الكبيرة التي طرحها عليها عدد من الملحنين والفنانين ورجال الأعمال والتي لم تكن أكثر من زوابع في فناجين، هذا عدا المؤسسات المنتجة التي تسيطر علي الأرض والفضاء بمواصفاتها غير الفنية، ناهيك عن الاعلام الرسمي ومساهمته في التعتيم علي تجارب اقتربت من اليسار أو انحسبت عليه مثل ناس غيوان في المغرب والشيخ امام وعزة بلبلع في مصر، ومصطفي كرد وكاميليا في فلسطين وحميد البصري في العراق، وخالد الهبر في لبنان وسميح شقير في سورية.

## تاريخ من الطرب
وقفت سهير الي جانب أخيها الفنان سميح شقير لأول مرة في عام 1987 علي مسرح الحمراء في دمشق، وغنت كانت تجمعنا السهرية ويجمعنا المشور لتدهش الجمهور الحماسي آنذاك ويهدأ صخبه وهو ينصت لصوتها العميق الشجي الاصيل، يتكرر المشهد في مهرجان بصرى الدولي أمام خمسة عشر ألف منصت، لتصدح بلا موسيقي بأغنيتها العجيبة صوت الجرس وأيضا أميري وتاج الهوي كلك وأغنية ع البال في خيال من لون شالك ليخرج الجمهور من تلك الحفلة بقلوب موشومة بصدق وصفاء صوتها، وتتابع الحفلات مع سميح، في جرش الأردن وقرطاج تونس وبطرسبورج وهناك رقصت علي ايقاعات صوتها فرقة الباليه الوطنية الروسية. وكان لحضورها في مهرجان الاغنية السورية وقع السحر وصدي لن ينسي.
تجربة سهير الثانية كانت الابتعاد قليلا عن سميح والقيام بعرض مع فرقة المسرح الوطني الهولندي هي ومجموعة من الفنانين السوريين بقيادة نوري اسكندر في عرض الباخيات ليوربيدس شوهد علي مسارح امستردام وبروكسل وباريس، أثينا، برلين، وفيينا، فلقي - كالعادة - اهتماما كبيرا في أوروبا واهمالا في الوطن العربي عامة وسورية خاصة، البلد الشريك في العرض.
ينتهي الامر بسهير مؤخرا في دولة الإمارات حيث عملت مذيعة في اذاعة رأس الخيمة، فنجحت بحرفية غير متوقعة من مطربة تقول ان التواصل بالصوت من أخطر أنواع التواصل، إذ ان المرء لا يمكن أن يستمع باختياره الي صوت لم يدخل قلبه.

## مغنية معاصرة من زمن الأصالة
«لصوتها شهوة القرميد فإذ ما غنت أصبحت بيوتنا مسقوفة»
بهذا الوصف يحاكي أحد الشعراء صوتها، بينما يصعب علي أغلب من له علاقة من بعيد أو قريب، عندما يسمع صوت الفنانة السورية سهير شقير ألا يتساءل - بغصة - عن سر تغيّبه أو ندرة حضوره فيما يسمي الساحة الفنية، في الوقت الذي تلعلع فيه السماء والأرض بما هب ودب من الأصوات.
فالمختصون يشيدون بقدرتها علي التحكم في العُرب الصوتية وبمساحات صوتها الواسعة وجودته وهو يتنقل من أقصي القرار إلي جواب الجواب بشكل حقيقي وغير مستعار، وبحساسية عالية، أما غير المختصين فإنهم يصفون صوتها بصفات تتراوح بأنه صوت نادر، ساحر وشذي يجعل المتلقي يتفقد نفسه واتجاهات بوصلة قلبه بعد كل دفقة شجن تلفه بها هذه المغنية التي تواطأ علي صوتها الجميع. ابتداء من المقربين الذين لم يحسنوا استثماره، ومرورا بأهل الفن الكبار، المتأسفين دائما علي عدم وجود خامات صوتية حقيقية وثرية، والمنشغلين بالوقت ذاته بتسويق وتسويغ هذا الكم الهابط علي الجمهور من مؤسسات باتت منظمة، هدفها تخريب البقية الباقية من الذائقة.
في تواطؤ يقترب من حد الجريمة بحق هذا الصوت وأمثاله، وليس انتهاء بها، تجاهد سهير شقير لتبقي أقرب لطبيعتها الاولي وتقدم نفسها بتواضع زائد يحيل فورا أن أمثال هؤلاء من يملكون فضيلة التواضع لن يجدوا مساحة وسط انتفاخات الغرور والمواصفات غير الفنية التي تصنع ما يسمي نجوم المرحلة.
سهير شقير متصالحة مع هذا الإنكار، مستسلمة لخذلان فاق طاقتها علي الأمل بعد سلسلة من المشاريع الكبيرة التي طرحها عليها عدد من الملحنين والفنانين ورجال الأعمال والتي لم تكن أكثر من زوابع في فناجين، هذا عدا المؤسسات المنتجة التي تسيطر علي الأرض والفضاء بمواصفاتها غير الفنية، ناهيك عن الاعلام الرسمي ومساهمته في التعتيم علي تجارب اقتربت من اليسار أو انحسبت عليه مثل" ناس غيوان" في المغرب و" الشيخ امام وعزة بلبلع في مصر، ومصطفي كرد وكاميليا "في فلسطين وحميد البصري في العراق، و "خالد الهبر في لبنان وسميح شقير في سورية.

## بعض من أعمالها
1- صوت الجرس
2- هدهدي روحي
3- صرلو سنة
4- كانت تجمعنا
5- ياورد وندي
6- صرلي زمان
7- حن (أغنية مشتركة مع سميح شقير)
8- ياباح ويا باح (أغنية للأطفال)
9- سوريا الحلم (أغنية مشتركة مع مضاءالمغربي)

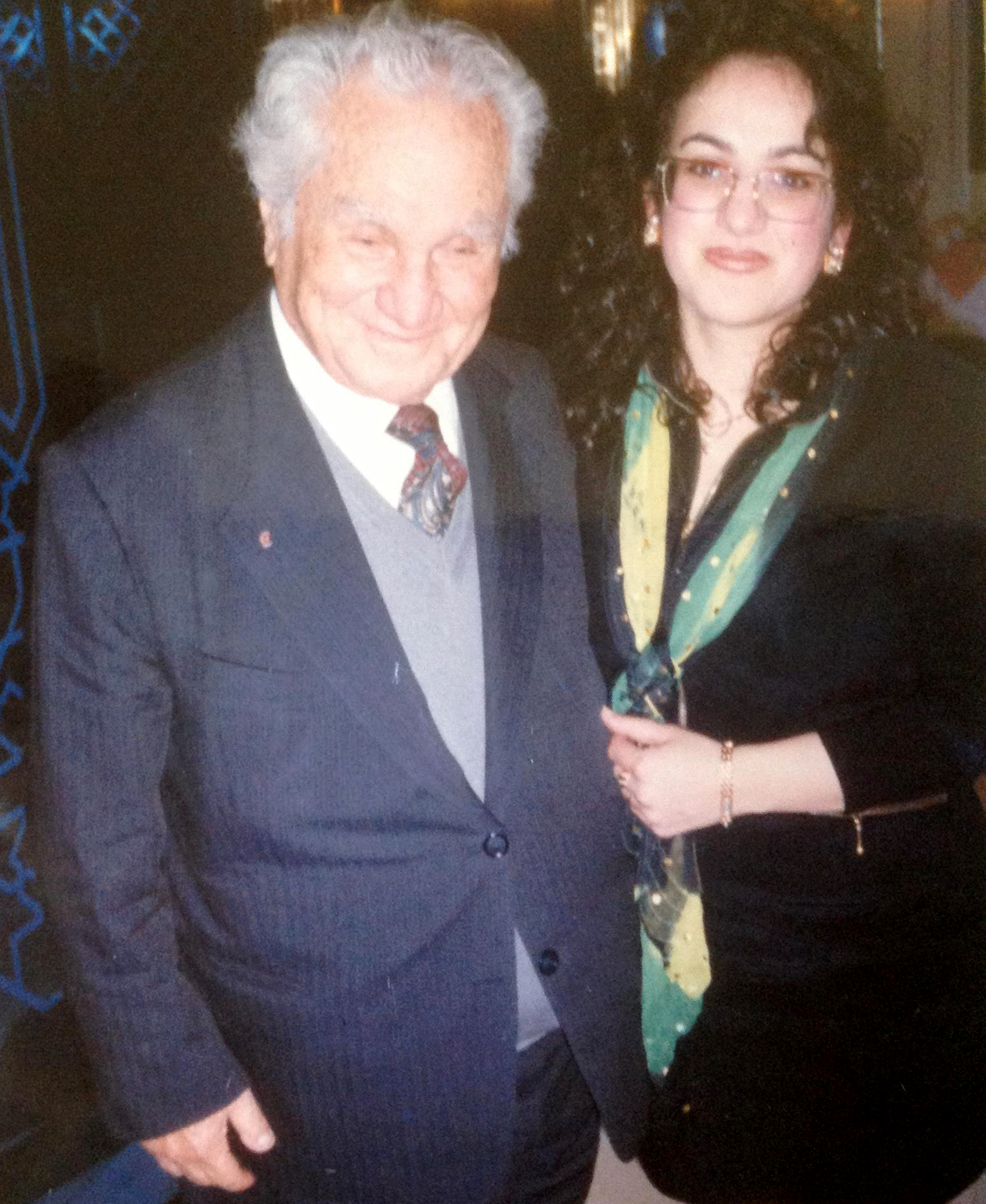
صورة مع زكي ناصيف من مهرجان الأغنية السورية

10- الزفاف
11- من واعد
12- ما تحكيها
13- بيتعب صوتي
14- ورد حزنك
15- ياقصب (أغنية للأطفال)
16- تقتربين منا الان اكثر على يوتيوب(أغنية للقدس)

## المهرجانات المحلية والدولية
مهرجان قرطاج... تونس
مهرجان بصرى... سورية
بيتربورغ... روسيا
مهرجان جرش... الأردن
مهرجان شبيب... الأردن
ختام مهرجان السينما... دبي
حفل تكريم الراحل عمر الخيام... دبي
مهرجان الأغنية السورية... حلب
وكان لها أيضاً مشاركة في عمل عربي أوربي مشترك موسيقي غنائي وتجولت مع هذا العمل في كل من
(أمستردام - بروكسل - باريس - أثينا - برلين - فيننا)

## الجوائز
جائزة أفضل صوت بمهرجان عاليه ذكرى اسمهان

## عملها بالإعلام
عملت مذيعه في قناة رأس الخيمة الفضائية 2005 ومن ثم مذيعة اخبار بقناة الفجيرة 2006 و 2007 معدة بتلفزيون السياحة العربية Arabian Travel وبعدها في 2008 منتجة في تلفزيون أبو ظبي إلى الآن.